# Огюст Піккар
Огюст Піккар (Auguste Antoine Piccard, 28 січня 1884, Базель, Швейцарія — 24 березня 1962, Лозанна, Швейцарія) — видатний швейцарський дослідник, фізик, винахідник стратостата та батискафа, конструктор батискафа «Трієст», який виконав рекордне занурення в Маріанську западину.

## Біографія
Огюст Піккар народився в родині професора хімії Базельського університету Жюля Піккара. Його брат-близнюк Жан згодом також став хіміком. Огюст виявляв інтерес до науки з дитинства, навчався у Державному Технологічному Інституті в Цюриху і став професором фізики в університеті в Брюсселі в 1922. У тому ж році народився його син Жак Піккар. Огюст Піккар виконав ряд робіт в галузі геофізики та геохімії, займався дослідженням урану-235. В 1927 він став членом Міжнародного Інституту Фізики та Хімії в Брюсселі (Solvay Congress).
В 1930 інтерес до аеронавтики і до досліджень верхніх шарів атмосфери спонукали його зайнятися розробкою стратостата — повітряної кулі, обладнаної сферичною герметичною гондолою з алюмінію, що дозволяє здійснювати польоти у верхніх шарах атмосфери при збереженні нормального тиску всередині гондоли. Гондолу спроєктовано та створено за підтримки бельгійської організації Fonds National de la Recherche Scientifique (FNRS), на честь якої її й названо FNRS-1.
27 травня 1931 Огюст Піккар і Пауль Кипфер здійснили перший у світі політ в стратосферу з міста Аугсбург, Німеччина, досягнувши висоти 15785 м. Під час польоту Піккар зібрав важливі дані про верхні шари атмосфери і про космічні промені. 18 серпня 1932 Піккар зробив другий рекордний політ разом з Максом Козінсом. Стратостат стартував з Цюриха і досяг висоти 16 200 м. Всього він брав участь в 27 польотах, досягнувши максимальної висоти 23000 м..

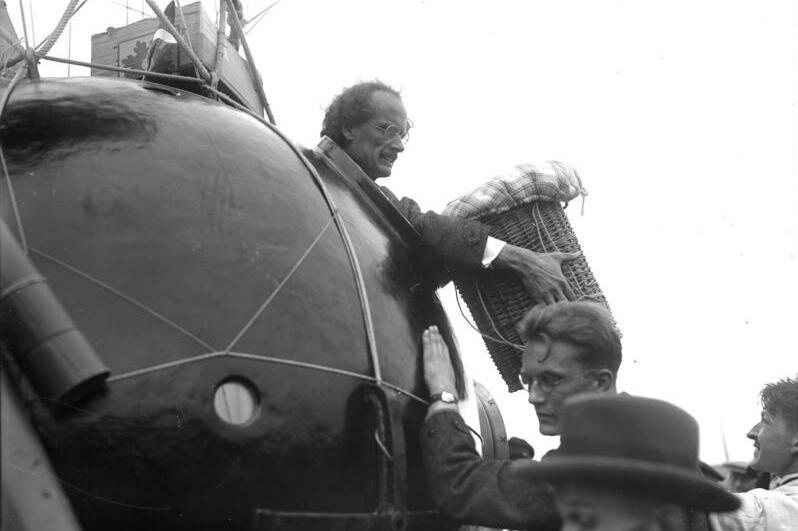
Огюст Піккар в гондолі стратостата FNRS-1

В середині тридцятих років учений усвідомив, що концепція балона з герметичною гондолою може бути використана для дослідження океанських глибин. В 1937 він сконструював невелику сталеву гондолу, здатну витримувати великий тиск. Подальші роботи перервала війна. В 1945 розробка все ж була завершена. Новий апарат, що отримав назву батискаф, являв собою герметичну сталеву гондолу для екіпажу, до якої був прикріплений великий поплавець, наповнений бензином для забезпечення плавучості. Для спливання після занурення використовувалося кілька тонн залізного баласту, утримуваного під час занурення електромагнітами. Такий механізм забезпечував спливання навіть у разі відмови обладнання. Апарат був названий FNRS-2 і зробив декілька непілотованих занурень в 1948, після чого 1950 року його передали французькому флоту. 1954 року, після деяких доробок, апарат з екіпажем на борту здійснив занурення на 4176 м.
Врахувавши досвід розробки FNRS-2, Огюст Піккар і його син Жак побудували вдосконалений батискаф Трієст, названий так на честь міста Трієст в Італії, в якому було зроблено основні роботи зі створення апарата. Жак Піккар здійснив на ньому велику кількість занурень, з 1953 з Італії, а з 1958, після продажу батискафа США, з морських баз Сполучених Штатів. У перших зануреннях також брав участь Огюст Піккар, якому в той час вже виповнилося 69 років. В одному із занурень він досяг глибини 3150 м. 23 січня 1960 Жак Піккар і лейтенант ВМС США Дон Волш здійснили на батискафі «Трієст» рекордне занурення в Маріанську западину на глибину 10916 м.
Огюст Піккар помер в 1962. Труна з його тілом була покрита швейцарським прапором, який побував на дні Маріанської западини в створеному ним батискафі.
Онук Огюста Піккара і син Жака Бертран — відомий повітроплавець, він першим на аеростаті вчинив безпосадкову навколосвітню подорож.

## Список спроєктованих апаратів
- FNRS-1 — гондола стратостата,
- FNRS-2 — дослідний батискаф,
- Батискаф «Трієст» — рекордний дослідний батискаф.